# Haya obovata
Haya obovata Balf.f. – gatunek rośliny z rodziny goździkowatych reprezentujący monotypowy rodzaj Haya. Jest to endemit wyspy Sokotra.

## Morfologia
PokrójNiewielka, wieloletnia roślina zielna o nagich pędach.
LiścieSkupione w okółkach, wsparte błoniastymi, brązowymi przylistkami.
KwiatyDrobne, skupione w pęczkach w kątach liści, wpół dolne. Działki kielicha w liczbie 5, barwne. Płatki korony zredukowane, drobne, nieco zmięśniałe u nasady. Pręcików jest pięć. Zalążnia z pojedynczym zalążkiem, z jedną szyjką zwieńczoną drobnym znamieniem.
OwoceTorebki otwierające się trzema klapami, zawierające pojedyncze, brązowe nasiono.

## Systematyka
Gatunek reprezentuje monotypowy rodzaj Haya Bait. t. z rodziny goździkowatych Caryophyllaceae. W obrębie rodziny rodzaj sytuowany jest w plemieniu Polycarpeae.